# واکه نو کیومارو
واکه نو کیومارو (به ژاپنی: 和気 清麻呂 Wake no Kiyomaro); ۱ ژانویهٔ ۰۷۳۳ – ۴ آوریل ۰۷۹۹) اصلاح‌گر مذهبی اهل ولایت بیزن ژاپن بود. در یک خاندان که از نظر سیاسی مهم بودند در واکه، اوکایاما به دنیا آمد وی تلاش کرد تا آیین بودایی و سیاست را از طریق اصلاح مذهبی جدا نگه دارد. وی مشاور امپراتور کانمو بود.